# E la vita continua (film 1992)
E la vita continua (Zendegi va digar hich) è un film del 1992 scritto e diretto da Abbas Kiarostami.
È stato presentato nella sezione Un Certain Regard al 45º Festival di Cannes.

## Trama
Nel 1990 un forte terremoto ha colpito la regione di Gilan, dove nel 1987 il regista Kiarostami aveva ambientato il suo film Dov'è la casa del mio amico?. Un uomo e suo figlio si recano nei luoghi delle riprese per ritrovare i due ragazzini protagonisti del film.